# Aqabat Jabr
Aqabat Jabr (arabe : مخيّم عقبة جبر) est un camp de réfugiés palestiniens situé dans la vallée du Jourdain, à trois kilomètres au sud-ouest de Jéricho, en Cisjordanie (Territoires palestiniens occupés). Il accueillait en 2007 environ 6800 réfugiés.

## Géographie
Aqabat Jabr est situé à 249 m en dessous du niveau de la mer.
La température moyenne annuelle y est de 24 °C et le taux moyen de précipitations de 137 mm.

## Histoire
Le camp d'Aqabat Jabr est fondé en 1948 sur un terrain loué à l'UNRWA par le gouvernement jordanien, à la suite du premier exode palestinien. Entre 1948 et 1967, il est considéré comme le plus grand camp de réfugiés palestiniens en nombre d'habitants, avec une population de 30 000 habitants, provenant de presque 300 villages du nord d'Haifa ainsi que des régions de Gaza et d'Hébron.
En 1967, la plus grande partie des réfugiés du camp fuient en Jordanie pendant la guerre des Six Jours. À la suite de la signature de l'Accord Gaza-Jéricho en 1994, le camp passe sous le contrôle de l'Autorité palestinienne.

## Politique et administration
Depuis 1995, Aqabat Jabr est gouverné par un Comité du camp. En 2011, ce Comité était administré par 9 membres nommés par l'Autorité palestinienne, aidés de 10 salariés.
Selon les termes de l'Accord intérimaire sur la Cisjordanie et la Bande de Gaza, signé le 28 septembre 1995 entre l'OLP et l'État d'Israël, le camp d'Aqabat Jabr est réparti entre la zone A (88 % du camp, sous contrôle direct de l'Autorité palestinienne) et la zone C (12 % du camp, sous contrôle de l'administration israélienne).

## Population
Le Palestinian Central Bureau of Statistics (PCBS) recensait, en 2007, 6851 habitants dans le camp d'Aqabat Jabr : 3466 hommes et 3385 femmes. Ils étaient répartis en 1298 foyers dans 1369 unités d'habitation. Le taux d'illétrisme y était alors de 8,3 % et concernait principalement des femmes.
Sur le territoire du camp résident une minorité de personnes n'ayant pas le statut de réfugiés.

## Électricité et télécommunications
Aqabat Jabr est connecté à un réseau public d'électricité depuis 1979. En 2011, la quasi-totalité des habitations étaient desservies par la Jerusalem Electricity company.
Aqabat Jabr est également relié à un service de télécommunication ; près de 80 % des habitations du camp disposent d'un accès à une ligne de téléphone.

## Ressources en eau
La quasi-totalité des habitations d'Aqabat Jabr est reliée à un réseau d'adduction d'eau. L'eau est fournie principalement par la compagnie israélienne Mekorot (en) et, parfois, par l'UNRWA. Le Comité du camp d'Aqabat Jabr estime la consommation en eau à 79 litres par personne et par jour, en comptant les pertes en réseau. Ce taux est faible par rapport au taux minimal proposé par l'Organisation mondiale de la santé, fixé à 100 litres par personne et par jour.
Il arrive également que la municipalité de Jéricho approvisionne le camp en eau de la source d'Ein as-Sultan.
En raison de la pénurie d'eau dans le camp, il arrive que les habitants soient contraints d'acheter des barils d'eau à des prix très élevés (le prix par mètre cube de l'eau du réseau public était en 2011 de 2 NIS).
Enfin, le camp compte trois citernes publiques d'une capacité de 1 300 m3 chacune.

## Traitement des déchets
Le camp ne dispose pas de système d'égout ; les eaux usées, estimées à 130 000 m3 par an, sont collectées dans les fosses d'aisance par des camions-citernes et déversées dans les vallées environnantes.
Les ordures sont collectées dans les maisons, commerces et institutions puis transférées dans 35 conteneurs répartis dans la zone. Le Council for planning and development for the management of solid waste récolte quotidiennement les déchets dans les conteneurs et les transfère dans le site d'enfouissement de Jéricho, à 6 km du camp.